# Сан-Мауриціо-Канавезе
Сан-Мауриціо-Канавезе (італ. San Maurizio Canavese, п'єм. San Morissi) — муніципалітет в Італії, у регіоні П'ємонт,  метрополійне місто Турин.
Сан-Мауриціо-Канавезе розташований на відстані близько 540 км на північний захід від Рима, 18 км на північ від Турина.
Населення — 10 186 осіб (2014).
Щорічний фестиваль відбувається 22 вересня. Покровитель — San Maurizio martire.

## Демографія
Населення за роками:

Станом на 1 січня 2023 року в муніципалітеті офіційно проживало 378 іноземців з 46 країн, серед них 192 громадяни країн Євросоюзу та 5 громадян України.

## Сусідні муніципалітети
- Казелле-Торинезе
- Чиріє
- Леїні
- Робассомеро
- Сан-Карло-Канавезе
- Сан-Франческо-аль-Кампо